# 6 ساعات حتى عيد الميلاد (فلم)
6 ساعات حتى عيد الميلاد (بالإنجليزية: 6 Hours to Christmas) هو فيلم كوميدي رومانسي غاني صدر عام 2010. يتحدث الفيلم عن شابٍ يُدعى ريجي تريد زميلته أن تقدم له هدية عيد الميلاد ويجد صعوبةً في رفضها.

## طاقم التمثيل
هذه قائمةٌ بأبرز الممثلين والممثلات الذين شاركوا في تصوير الفيلم:
- كريس أتوه
- داملولا أديجبيت
- بيني اشون
- أساماني بواتينج
- تشارلز كومي
- سول نايت جاز
- نيي أودوي منساه
- ماريان ليمبوجو